# أل كيسي
أل كيسي (بالإنجليزية: Al Casey)‏ هو موسيقي وعازف قيثارة أمريكي، ولد في 26 أكتوبر 1936 في لونغ بيتش في الولايات المتحدة، وتوفي في 17 سبتمبر 2006 في فينيكس في الولايات المتحدة.

## وصلات خارجية
- أل كيسي على موقع IMDb (الإنجليزية)
- أل كيسي على موقع ميوزك برينز (الإنجليزية)
- أل كيسي على موقع ديسكوغز (الإنجليزية)
- أل كيسي على موقع قاعدة بيانات الفيلم (الإنجليزية)
- أل كيسي على موقع كينوبويسك (الروسية)